# Andersen Motor Company
Andersen Motor Company Limited war ein britischer Hersteller von Automobilen.

## Unternehmensgeschichte
Die Brüder Charles und David Andersen gründeten 1985 das Unternehmen in Liverpool. Sie begannen mit der Produktion von Automobilen und Kits. Der Markenname lautete Andersen. 2003 endete die Produktion zunächst. Zwischen 2011 und 2020 wurde erneut produziert. Insgesamt entstanden etwa 450 Exemplare.

## Fahrzeuge
Das einzige Modell war der Cub. Er ähnelte dem Mini Moke. Die Basis stellte ein Stahlrahmen dar. Vierzylindermotoren vom Mini und anderen Modellen von British Leyland Motor Corporation wie Mini Metro und Austin Allegro trieben die Fahrzeuge an. Zeitweise stand auch eine Version mit sechs Rädern im Angebot.